# Jolanta Prūsienė
Jolanta Prūsienė, geb. Danilevičiūtė, (* 30. November 1965 in Kaunas) ist eine litauische Tischtennisspielerin. Sie nahm an elf Weltmeisterschaften und 2000 an den Olympischen Spielen teil.
Bis 1990 trat Jolanta Prūsienė unter der Flagge der UdSSR auf, danach spielte sie für Litauen.

## Werdegang
Mit sechs Jahren begann Jolanta Danilevičiūtė mit dem Tischtennissport. Erste internationale Erfolge erzielte sie noch unter ihrem Geburtsnamen bei Jugend-Europameisterschaften. Hier gewann sie 1979, 1980 und 1982 den Titel im Einzel, 1981 und 1982 siegte sie im Doppel mit Elena Vecherok, zudem holte sie von 1979 bis 1983 fünfmal in Folge Gold mit der Mannschaft.
Von 1981 bis 2006 nahm Jolanta Prūsienė an elf Weltmeisterschaften teil, kam dabei jedoch nie in die Nähe von Medaillenrängen. Bei Europameisterschaften erreichte sie dreimal im Doppel das Halbfinale, 1994, 1996 und 2002 jeweils mit Rūta Paškauskienė.
2000 qualifizierte sie sich für die Teilnahme am Doppelwettbewerb bei den Olympischen Spielen. Mit ihrer Standardpartnerin Rūta Paškauskienė gewann sie in den Gruppenspielen gegen Jian-Fang Lay/Stella Zhou (Australien) und Kazuko Naito/Rinko Sakata (Japan), verlor danach in der ersten Runde gegen die Gewinnerinnen der Silbermedaille Sun Jin/Yang Ying aus China.
In der Saison 2003/04 spielte Jolanta Prūsienė mit dem TTC HS Schwarza in der 2. Bundesliga Süd. Mit einer positiven 5:0-Bilanz im zweiten Paarkreuz war sie wesentlich am Aufstieg in die 1. Bundesliga beteiligt.